# Francesco Marconi
Francesco Marconi (Roma, 14 de maig de 1855 - 5 de febrer de 1916) fou un cantant d'òpera italià.
Debutà en el Teatro Real (Madrid) amb el Faust i aconseguí un gran èxit, i en l'època en què estaven en el seu apogeu els Gayarre, Masini, Tamagno, etc. aconseguí cantar dignament amb ells.
Era molt conegut a Espanya per haver cantat diverses temporades a Madrid i el Gran Teatre del Liceu de Barcelona, i en el seu repertori figuraven les principals obres antigues i modernes.